# Jerzy Dobrzycki (historyk sztuki)
Jerzy Dobrzycki (ur. 22 września 1900 w Inwałdzie, zm. 18 września 1972 w Krakowie) – historyk sztuki. W latach 1946–1964 dyrektor Muzeum Historycznego Miasta Krakowa.

## Życiorys
Urodził się w rodzinie ziemiańskiej. Był legionistą (1917–1918), uczestnikiem II i III powstania śląskiego, działaczem plebiscytowym. Od 1918 studiował prawo, w latach 1919–1923 studiował historię sztuki i archeologię klasyczną na UJ. Od 1924 pracował w Muzeum Etnograficznym w Krakowie. W latach 1930–1951 członek Rady Artystycznej m. Krakowa. 1934–1939 kierownik Miejskiego Biura Propagandy Artystycznej.
W czasie II wojny światowej kierował polskim liceum w Bukareszcie.
Po wojnie, był inicjatorem, a w latach 1946–1964 dyrektorem Muzeum Historycznego Miasta Krakowa.
Był inicjatorem Dni Krakowa (1936) oraz konkursu na najpiękniejszą szopkę krakowską (1937), autorem publikacji popularyzujących wiedzę o Krakowie, zasłużonym propagatorem sztuki Krakowa, m.in. w latach 1929–1939 prowadził audycję Gawędy o starym Krakowie nadawaną przez rozgłośnię krakowskiego Polskiego Radia. Był członkiem honorowym Towarzystwa Miłośników Historii i Zabytków Krakowa.
Pochowany na cmentarzu Rakowickim w Krakowie (kwatera IA-zach-po lewej Muszyńskiej).

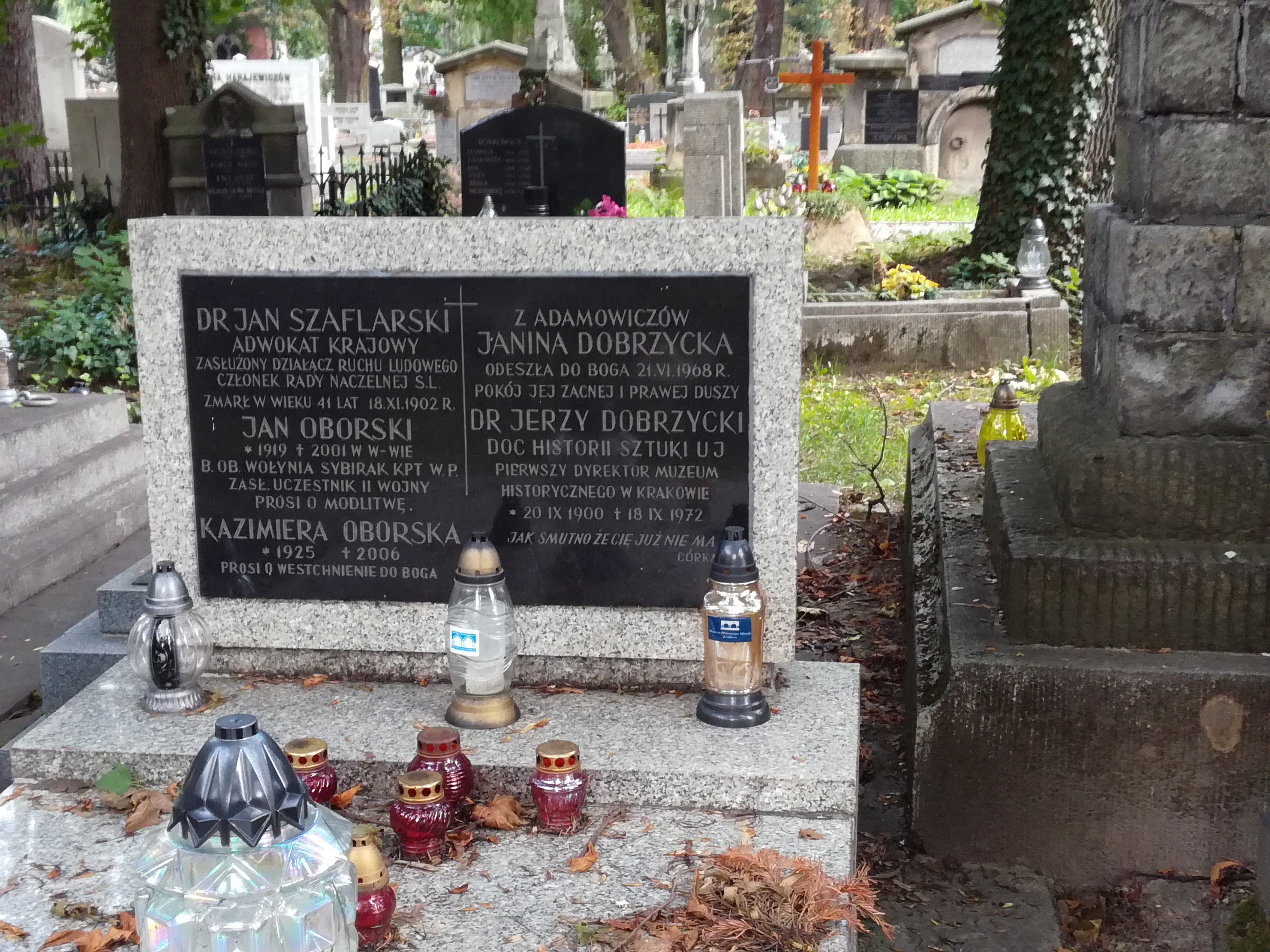
Grób Jerzego Dobrzyckiego na cmentarzu Rakowickim

## Wybrane publikacje
- 1947 - Zbytki króla Heroda [w:] „Od A do Z”, nr 8.
- 1961 - Hejnał krakowski (wydanie II poprawione 1983).
- 1955 - Muzeum Historyczne Miasta Krakowa, jego dzieje i zbiory.

## Ordery i odznaczenia
- Srebrny Krzyż Zasługi (13 lipca 1929)[2]